# 山東料理
山東料理（さんとうりょうり）は、中国の山東省に発祥した料理のことで、中国四大料理（四大菜系）のひとつ。北京料理の原型であり中国語では「山東菜」または「魯菜」と呼ばれる。その歴史は北宋の頃まで遡ることができ、明・清のころには宮廷料理として北京の宮廷で食された。

## 概要
山東省は春秋時代以来魯や斉など多くの諸侯国が成立したところで、中原の農村地帯と黄海の漁村を控え食材も豊富である。こうした背景から山東料理も春秋戦国時代以来不断の発達をとげてきたとされている。また山東省の曲阜には孔子廟があり、孔子信仰の本拠であった。曲阜では孔子廟に捧げる祭礼のための調理法が独自に洗練されていった。
山東料理の特徴は、味は香りがよくて塩辛く、歯ごたえはやわらかく、彩りが鮮やかでつくりは繊細なことである。透明なコンソメスープ（清湯）と白く芳醇な牛乳スープ（奶湯）がよく使われ、ねぎなどを香味料に使う。また海が近いことから海鮮を使った料理が多いのも特徴となっている。
現在は以下の三つに分かれている。
- 済南料理　（済南菜）
済南料理は黄河に面した肥沃な平原地帯である済南を発祥の地としている。爆（強火と多めの油で炒め揚げる）・焼（炒め煮）・扒（とろ煮）・炸（油で揚げる）・炒（炒める）などの調理法を得意とし、味は濃い。
- 膠東料理　（膠東菜）
膠東料理は山東半島先端の膠東地方の福山（現在の煙台市福山区）を発祥の地としており、魚貝などの海鮮が使われ、素材を生かした淡白さ、造形や包丁捌きの繊細さなどが知られる。
- 曲阜料理　（孔府菜）
曲阜料理は孔府のある曲阜付近で独自に発達した特殊な料理で、歴代帝王が孔子のための祭礼にささげるための料理から発展し、非常な精巧さで名高い。

明清時代の北京宮廷においても料理をしたのは山東省出身者であり調理場の共通語は山東語であった。
また韓国では、華僑は地理的に近い山東省から渡ってきた者が多かったため、韓国の中華料理は山東料理を原形として韓国独自に発展させたものとなっている。

## 代表料理
- zh:糖醋鲤鱼
- 酱爆鸡丁